# Odieta
Odieta – gmina w Hiszpanii, w Nawarze, o powierzchni 24,09 km². W 2011 roku gmina liczyła 353 mieszkańców.